# Kevin Galloway
Kevin Dwayne Galloway (Fresno, 23 maggio 1988) è un cestista statunitense naturalizzato iracheno.